# Jogindarnagar
Jogindarnagar è una suddivisione dell'India, classificata come nagar panchayat, di 5.046 abitanti, situata nel distretto di Mandi, nello stato federato dell'Himachal Pradesh. In base al numero di abitanti la città rientra nella classe V (da 5.000 a 9.999 persone).

## Geografia fisica
La città è situata a 31° 58' 60 N e 76° 46' 0 E e ha un'altitudine di 1.009 m s.l.m..

## Società

### Evoluzione demografica
Al censimento del 2001 la popolazione di Jogindarnagar assommava a 5.046 persone, delle quali 2.660 maschi e 2.386 femmine. I bambini di età inferiore o uguale ai sei anni assommavano a 518, dei quali 296 maschi e 222 femmine. Infine, coloro che erano in grado di saper almeno leggere e scrivere erano 3.985, dei quali 2.226 maschi e 1.759 femmine.